# Bohdanivți, Derajnea
Bohdanivți (în ucraineană Богданівці) este localitatea de reședință a comunei Bohdanivți din raionul Derajnea, regiunea Hmelnîțkîi, Ucraina.

## Demografie
Componența lingvistică a localității Bohdanivți
     Ucraineană (98,83%)
     Rusă (1,17%)
Conform recensământului din 2001, majoritatea populației localității Bohdanivți era vorbitoare de ucraineană (98,83%), existând în minoritate și vorbitori de rusă (1,17%).